# 雨乞岳 (滋賀県)

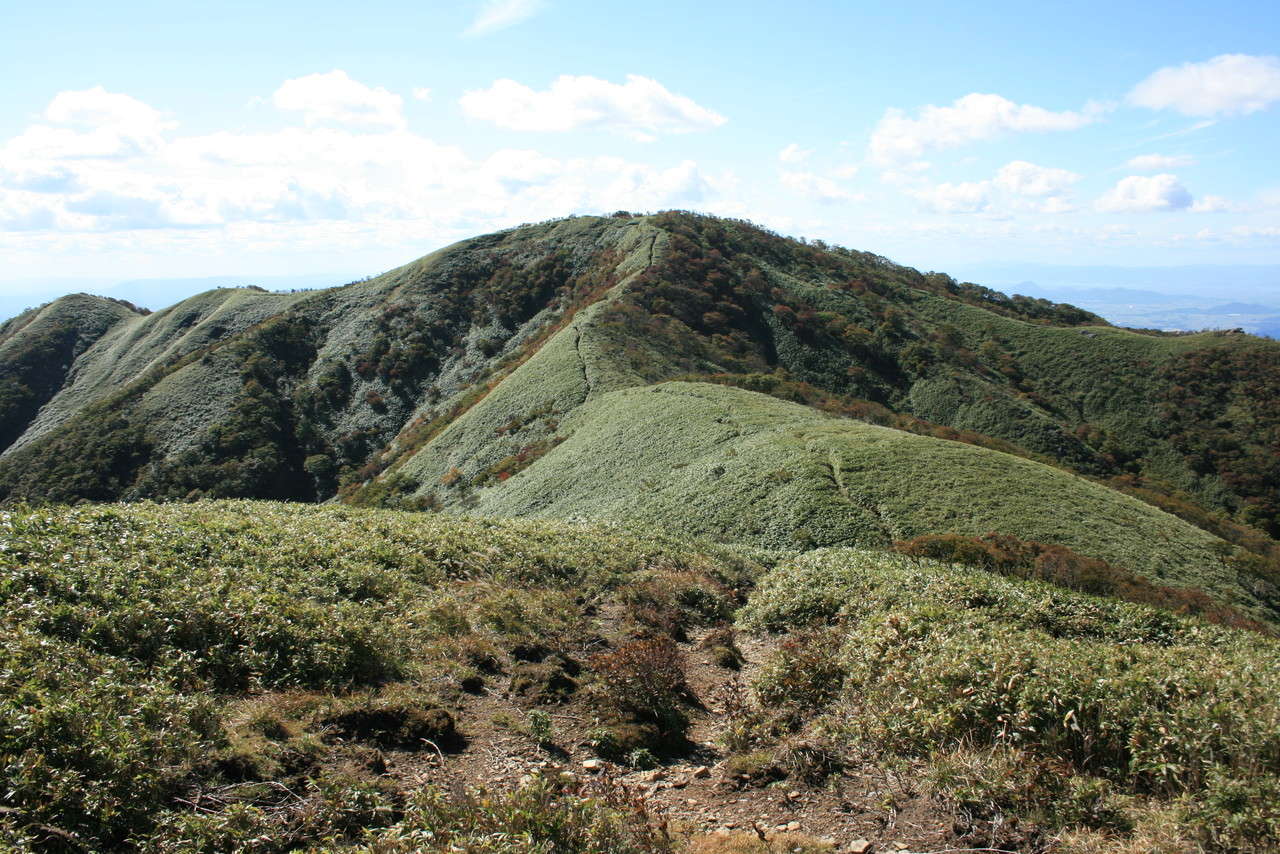
東雨乞岳から望むクマザサに覆われた雨乞岳山頂部

雨乞岳（あまごいだけ）は、滋賀県東近江市と同県甲賀市の境にある標高1,238 mの鈴鹿山脈の山。

## 概要
1968年（昭和43年）7月22日に、山域は鈴鹿国定公園指定された。愛知川（神崎川）源流の山である。別称が「白倉岳」、「藤切岳」。鈴鹿山脈の第2の高峰で、東側に東雨乞岳がある。竜ヶ岳と同様に山頂付近はクマザサに覆われたなだらかな山容の山である。山頂にはクマザサに囲まれた小さな池（大峠ノ沢）があり、古くから雨乞信仰の対象とされ、下流域の農民がこの池に登拝していたことが山名の由来となっている。この池には、モリアオガエルが生息している。山腹は天然林と針葉樹の植林地が折り混じりアセビ、クリ、ホンシャクナゲ、ミズナラなどが分布し、ニホンカモシカ、ニホンジカ、マムシ、ヤマビルなどが生息している。山頂付近からは、西方に琵琶湖、東方に鈴鹿山脈を望むことができる。

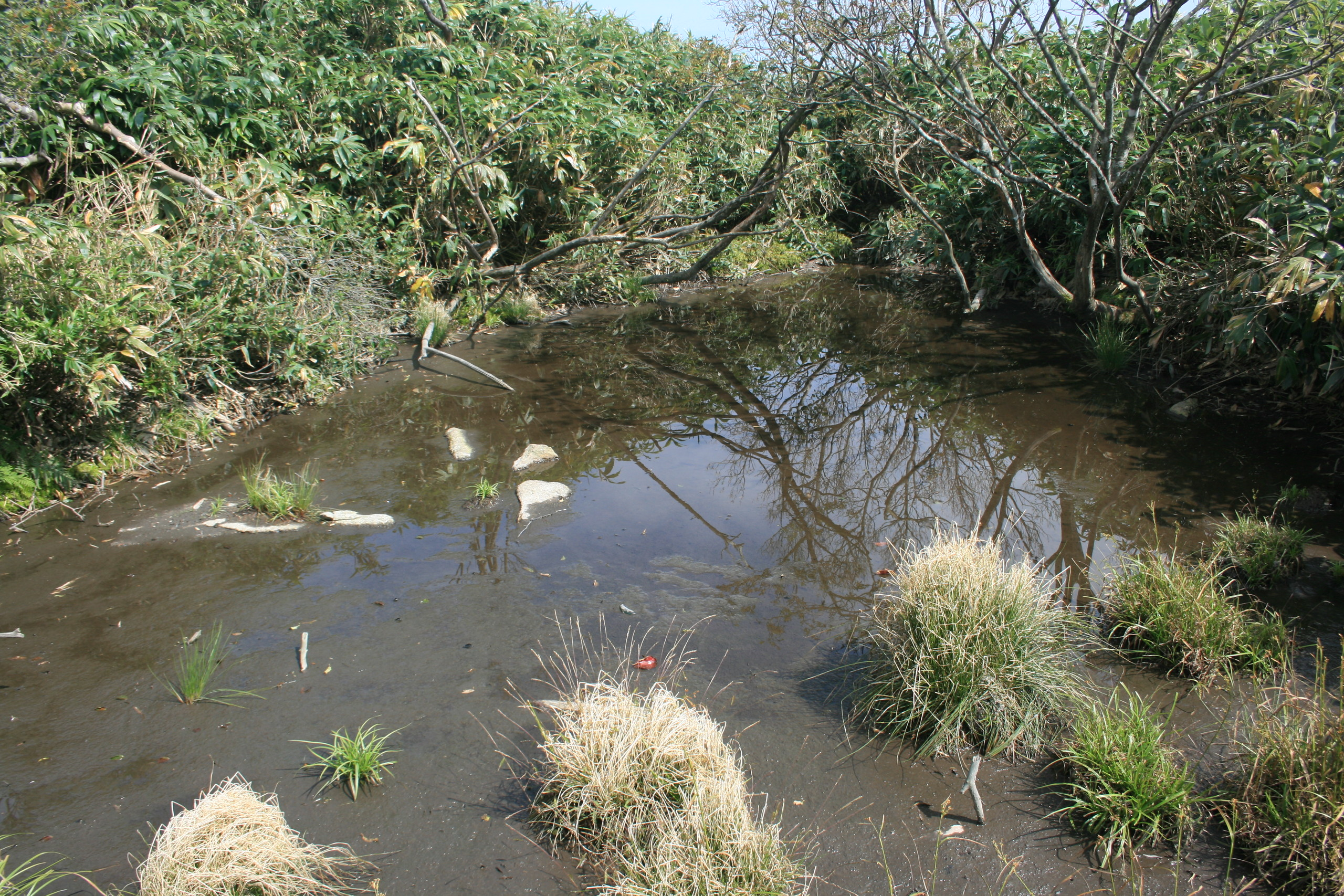
山名の由来となっている麓の農民により雨乞い登崇が行われていた山頂にある池（大峠ノ沢）
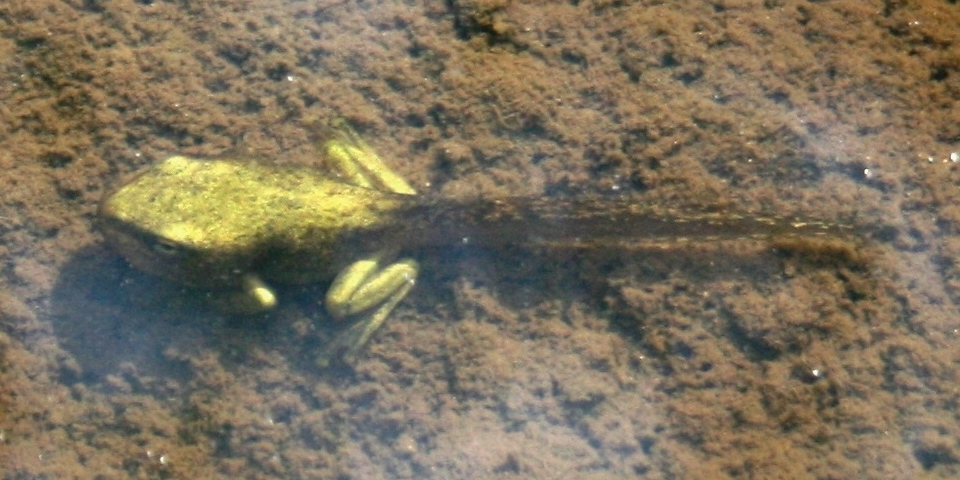
山頂の大峠ノ沢に生息するモリアオガエルのオタマジャクシ
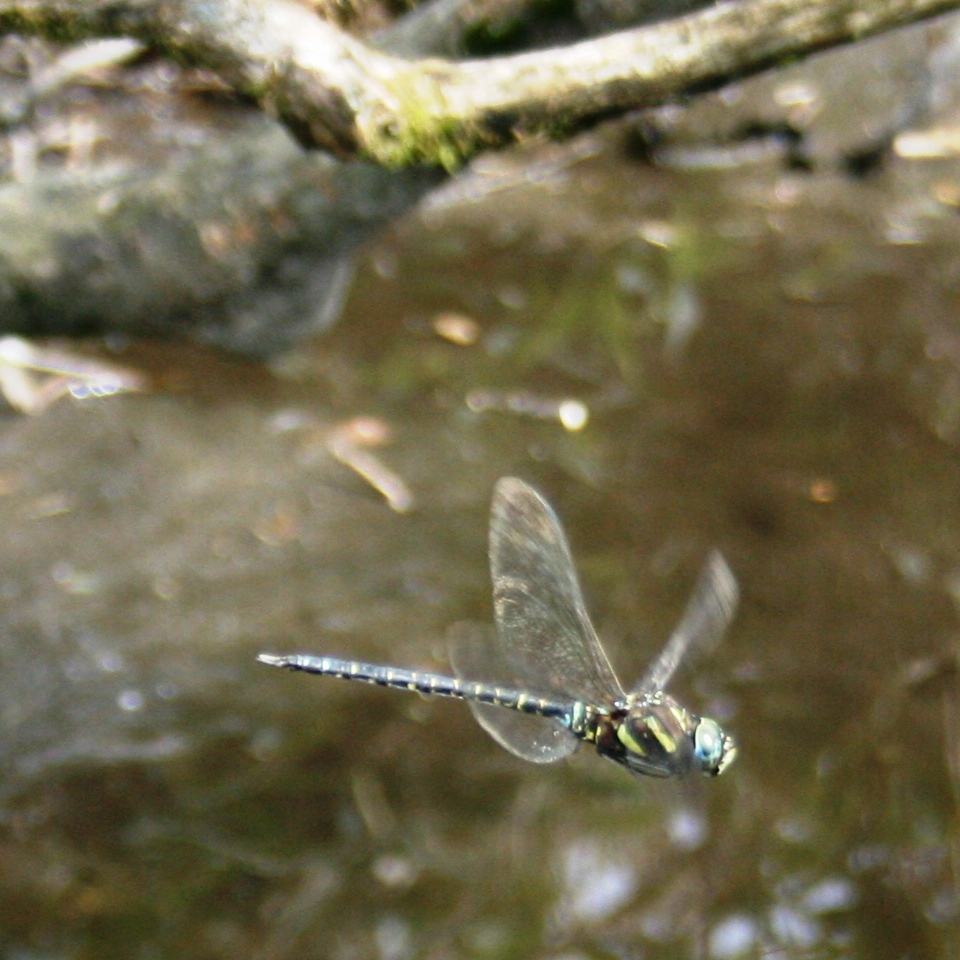
大峠ノ沢の上を飛行するルリボシヤンマのオス
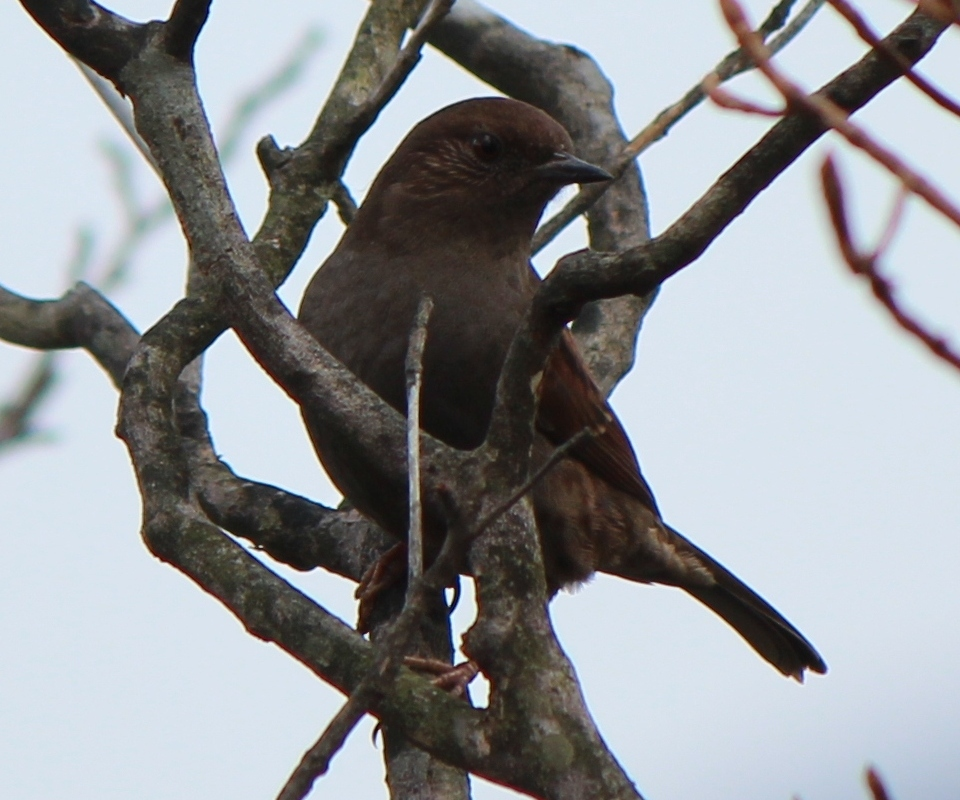
秋に周辺の低山地で越冬するカヤクグリ

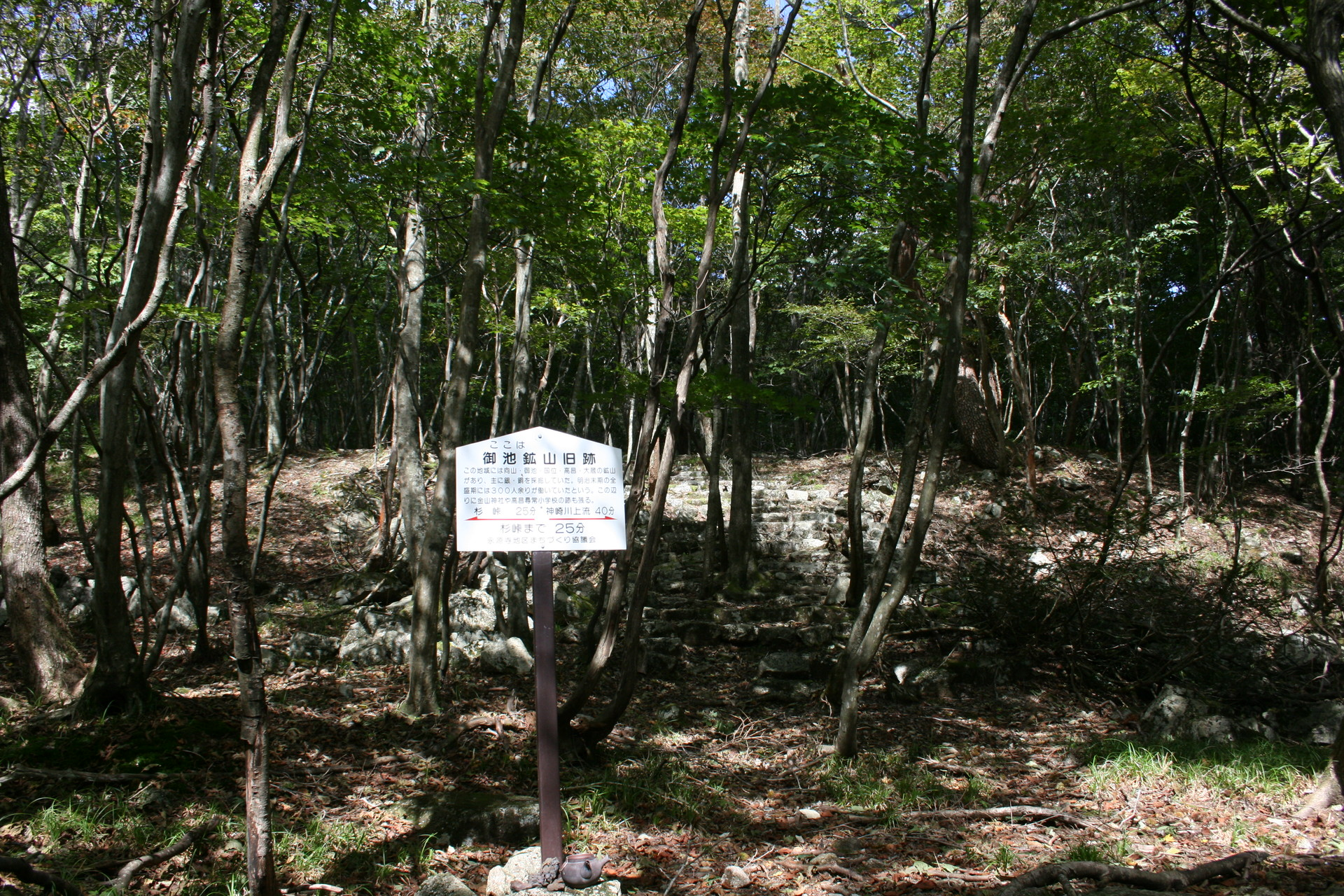
北東山腹にあった御池鉱山跡、最盛期の明治末期ごろの約300人の工夫が銀や銅などを採掘していた。

## 歴史
北側のイブネとの鞍部の杉峠および釈迦ヶ岳と国見岳との鞍部の根ノ平峠（標高 803m）を経由して、滋賀県東近江市甲津畑と三重県三重郡菰野町千草を結ぶ山越古道は「千種越」（千種街道）と呼ばれていた。1570年（元亀元年）に織田信長がこの千草越の藤切谷（渋川の支流）を移動する際に、杉谷善住坊に火縄銃で狙撃されたが難を逃れていたことが知られている。その周辺に「杉谷善住坊のかくれ岩」がある。杉峠と根ノ平峠にはかつて茶屋があり武士、商人、旅人などが往来していた。幕末から明治にかけて南側の周辺山腹の6箇所の鉱山で、銀・銅・鉛などが産出されていた。杉峠の西側の向山鉱山、東側の御池鉱山、国位鉱山、高晶鉱山、大蔵鉱山があった。御池鉱山付近には飯場があり、明治末期の最盛期には300人余りの工夫が働いていた。その周辺には金山神社と高晶尋常小学校があった。滋賀県側では雨乞い信仰の対象であり、山上にある小さな涸れることない池（大峠ノ沢）で昔神事が行われていた。

## 登山

### 登山ルート
各方面から登山道が開設されている。整備状況により、クマザサなどのヤブで歩きにくい場合がある。甲津畑からのルートなどでは夏期にヤマビルが現れる。1964年（昭和39年）から34年間、近畿日本鉄道、朝日新聞社及び名古屋テレビが中心となり鈴鹿セブンマウンテンの登山大会が始まり、その一座であった。登山道周辺ではアザミ、アセビ、イワカガミ、イワウチワ、キランソウ、スミレ、センブリ、ツルアリドオシ（Mitchella undulata）、ツルリンドウ、トリカブト、ホンシャクナゲ、ママコナ、マムシグサ、リンドウなどの花が見られる。周辺の尾根や東雨乞岳山頂などからは琵琶湖や周辺の鈴鹿山脈の山並みを見渡すことができる。東雨乞岳は雨乞岳と比較して開放的で見晴らしが良い。コクイ谷沿いのコクイ谷出合からクラ谷の区間では道迷いによる遭難が多発していて、滋賀県警察と東近江市山岳遭難対策協議会による注意標識が設置されている。

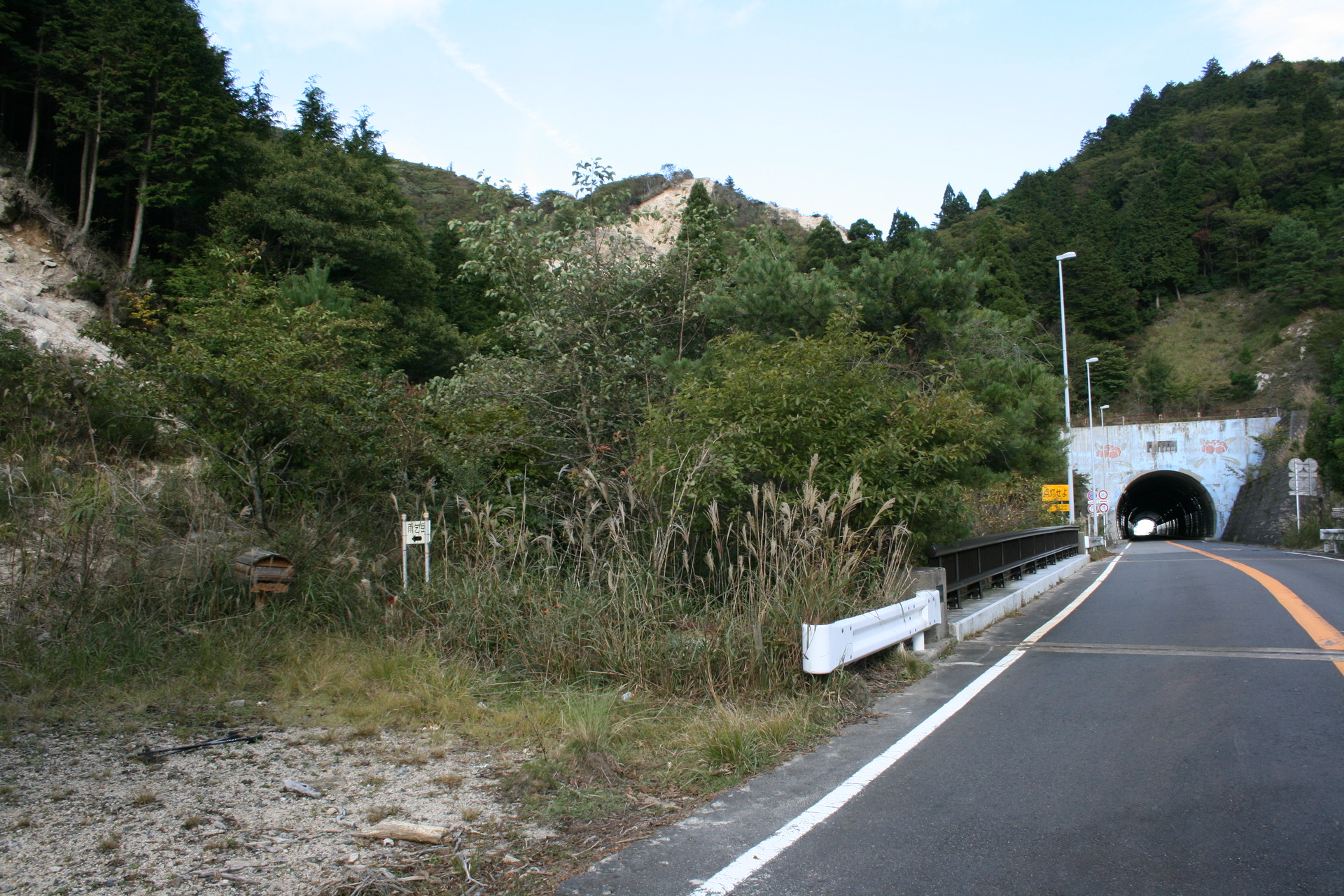
国道477号の武平トンネルの西にある雨乞岳の登山口

- 武平トンネルからのルート - 国道477号（鈴鹿スカイライン）の武平トンネル西登山口からクラ谷と東雨乞岳を経由するルート
- 稲ヶ谷からのルート - 国道477号の稲ヶ谷登山口から東雨乞岳を経由するルート
- 朝明渓谷からのルート - 朝明渓谷から根の平峠と杉峠を経由するルート
- 甲津畑からのルート - 甲津畑から林道を進みツルベ谷出合と杉峠を経由するルート、蓮如上人の旧跡がある[6]
- 綿向山からのルート - 綿向山方面からのイハイガ岳、大峠、清水頭を経由する縦走ルート

その他、ダイジョウ、イブネなどからのバリエーションルートがある。
　

### 山小屋
- 朝明渓谷には、キャンプ場と山小屋（伊勢谷小屋、朝明ヒュッテ）がある[16]。
- ツルベ谷に、簡易的な避難小屋がある。

## 地理
鈴鹿山脈の第2の高峰で、甲賀市の最高峰である。また、東近江市が市政10周年を記念して2015年（平成27年）9月に選定した鈴鹿10座の一座でもある。

### 周辺の山

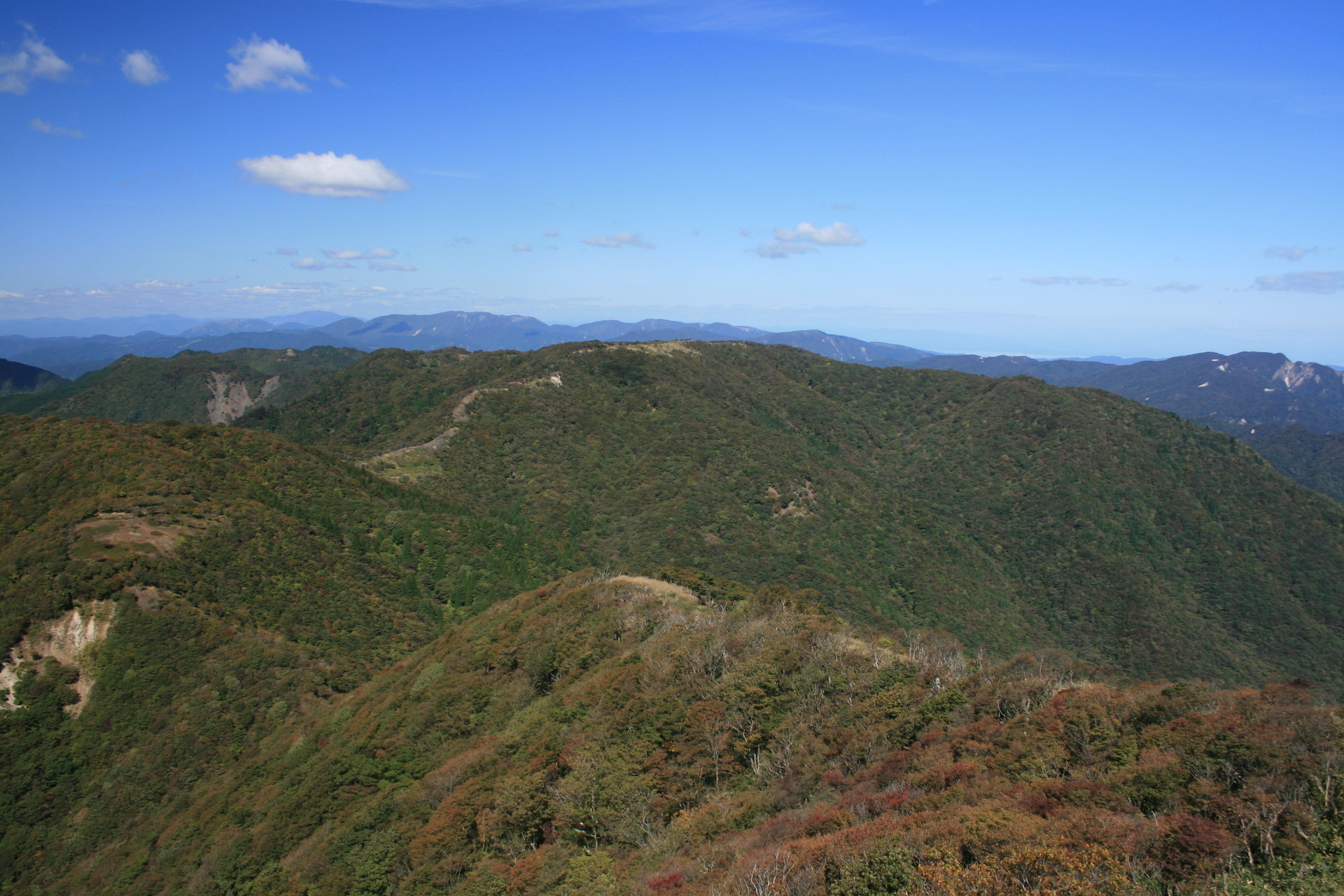
雨乞岳の山頂直下北から望む北側の展望、北側に延びる杉峠ノ頭との鞍部に杉峠がある。中央のなだらかな山はイブネ。その背後に鈴鹿山脈主稜線の山並み、右側から釈迦ヶ岳、竜ヶ岳、藤原岳、御池岳、霊仙山。御池岳と霊仙山の間の最奥に伊吹山が望める。

鈴鹿山脈の主稜線にある御在所岳から西に延びる尾根（郡界尾根）にある。尾根は西方の綿向山と北方の水谷岳（カクレグラ）の尾根及びイブネ・銚子ヶ口などの尾根が延びる。山頂の1.2 km東に標高1,073 mの七人山がある。
| 山容 | 山名     | 標高 (m) | 三角点等級 基準点名              | 雨乞岳からの 方角と距離(km) | 備考                                 |
| ---- | -------- | -------- | -------------------------------- | --------------------------- | ------------------------------------ |
|      | 釈迦ヶ岳 | 1,091.89 | 三等 「釈迦ヶ岳」                | 北東 7.2                    |                                      |
|      | 御在所岳 | 1,212    | （一等）「御在所山」 (1209.37 m) | 東 3.2                      | 日本二百名山 1209.37m （一等三角点） |
|      | イブネ   | 1,160    |                                  | 北北東 1.7                  |                                      |
|      | 東雨乞岳 | 1,226    |                                  | 東北東 0.4                  | 広い平らな山頂                       |
|      | 雨乞岳   | 1,237.67 | 三等 「雨乞岳」                  | 0                           | 鈴鹿山脈の第2高峰                    |
|      | 綿向山   | 1,110    |                                  | 西南西 3.9                  |                                      |
|      | 鎌ヶ岳   | 1,161    |                                  | 東南東 4.0                  |                                      |

### 源流の河川
源流となる以下の河川は、琵琶湖へ流れる。
- 神崎川、渋川（愛知川の支流） - 山頂の北西7.6 kmに永源寺ダムがある。
- 野洲川 - 山頂の南南西5.7 kmに野洲川ダムがある。

### 周辺の峠
周辺には以下の峠がある。
- 佐目峠（イブネと杉峠ノ頭との鞍部）

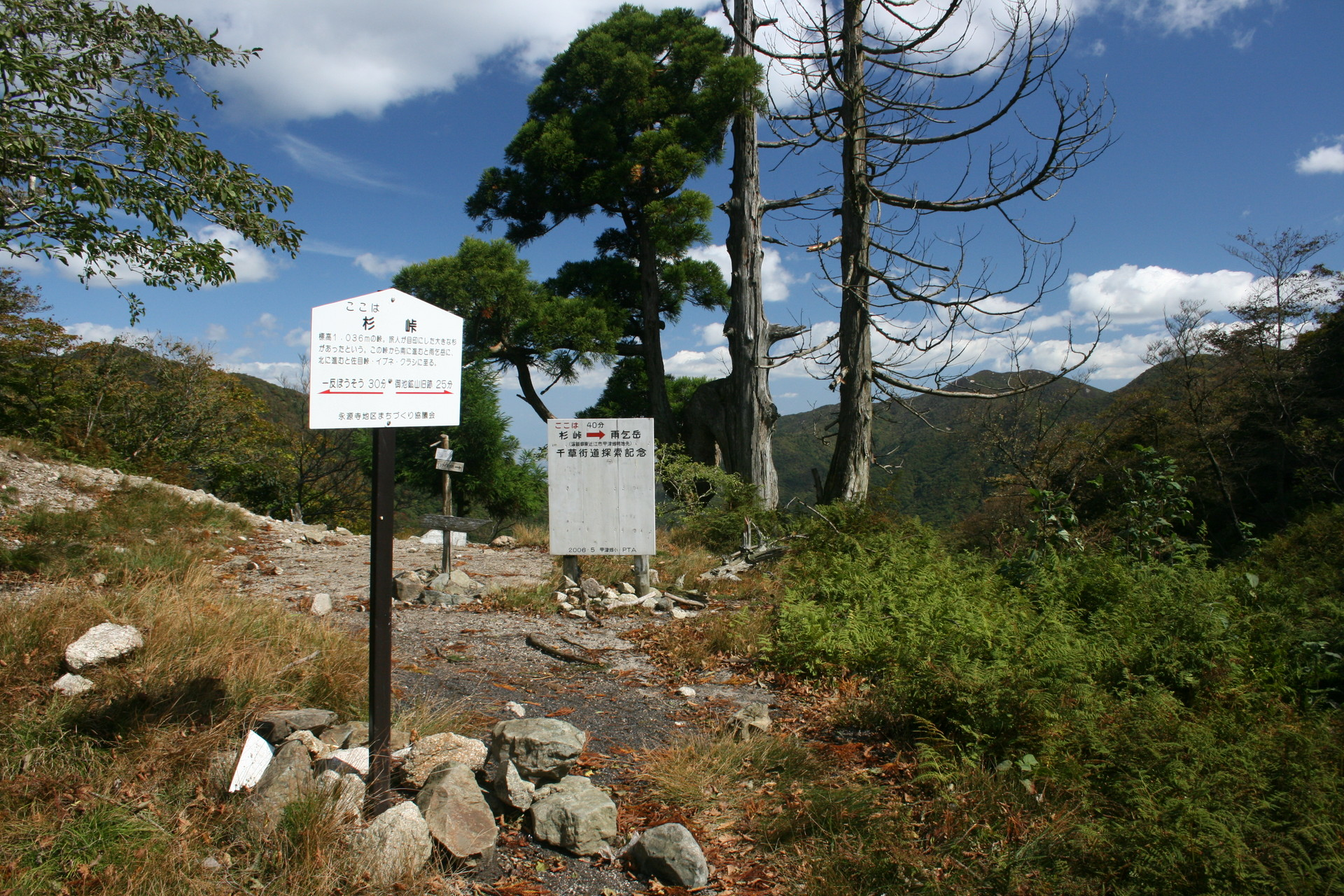
北側の杉峠ノ頭との鞍部の杉峠、古くは「千種越」の山越古道であった。

- 杉峠（杉峠ノ頭と雨乞岳との鞍部、標高1,042 m）　-　杉の古木が一本残る古道の千種越が通っていて、現在は登山道となっている。
- 大峠（清水頭とイハイガ岳との鞍部）
- 武平峠（御在所岳と鎌ヶ岳との鞍部、標高877 m）

### 交通・アクセス
- 近畿日本鉄道湯の山線湯の山温泉駅の西8.2 kmに位置し[5]、近江鉄道本線日野駅の東15.1 kmに位置する。
- 新名神高速道路甲賀土山インターチェンジの北東15.3 kmでに位置し、東名阪自動車道四日市インターチェンジの西15.6 kmに位置する。
- 南山腹を国道477号の鈴鹿スカイラインが通る。その武平トンネル[20]西口に雨乞岳、御在所岳、鎌ヶ岳への登山口がある[19]。

## 雨乞岳周辺の風景

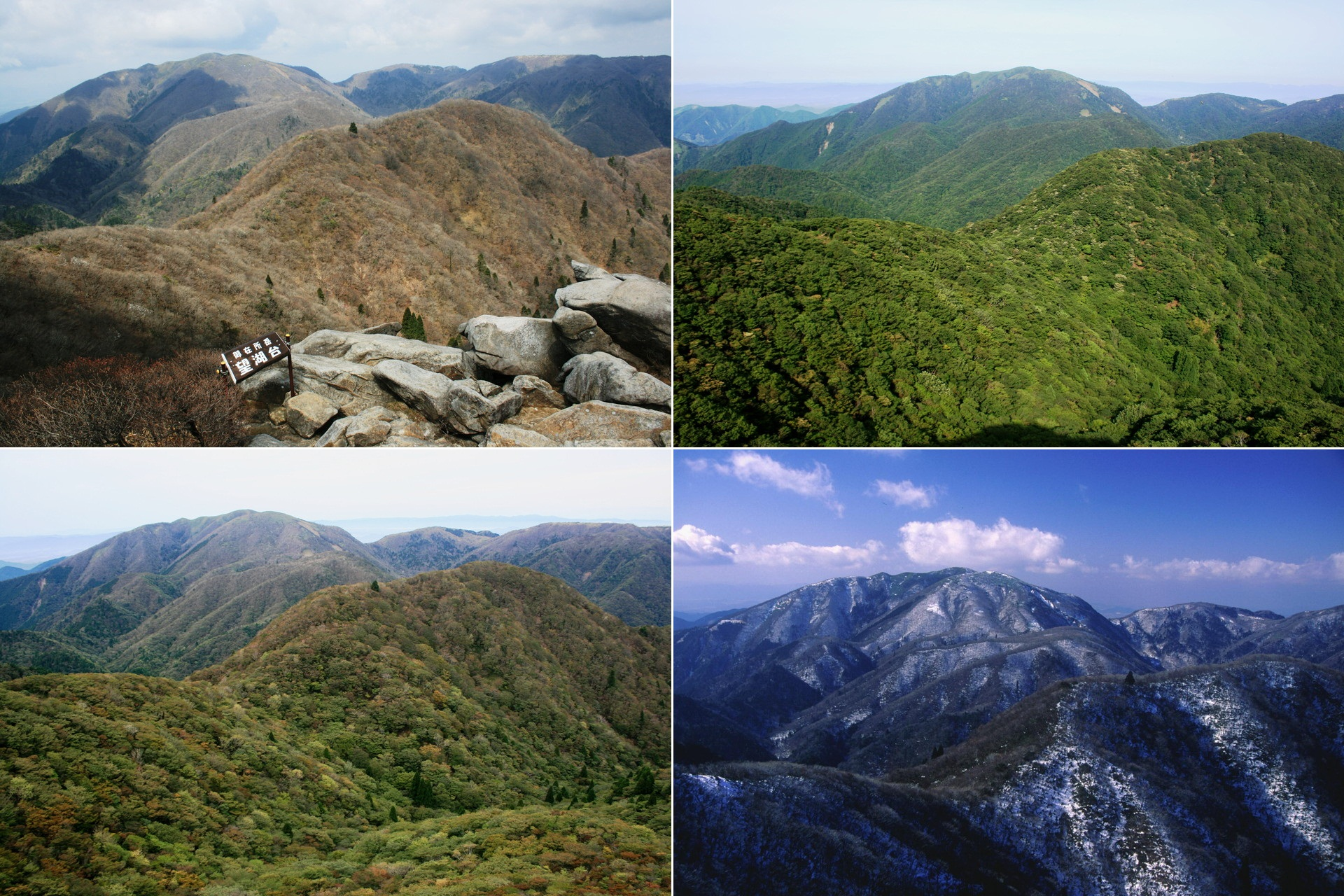
御在所岳の望湖台から望む四季（春夏秋冬）の雨乞岳
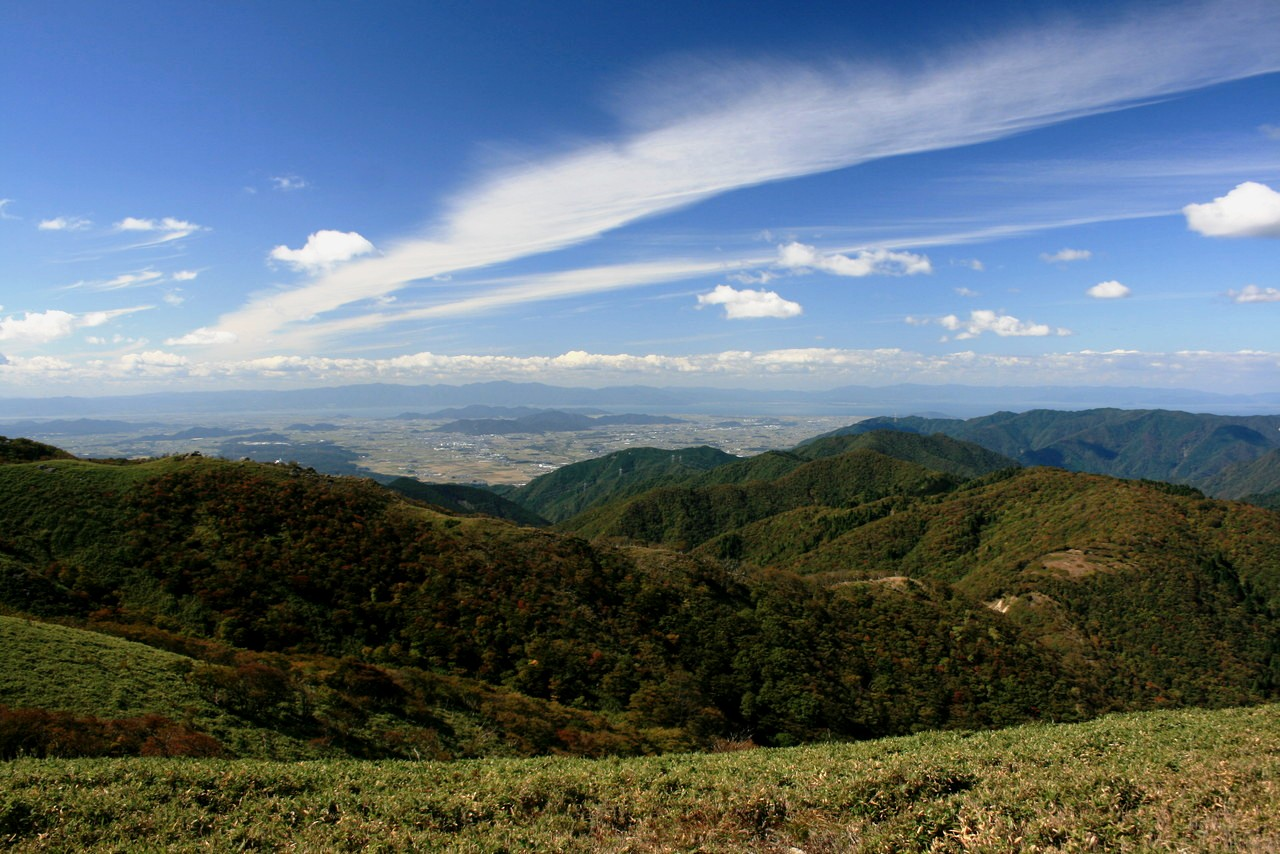
東雨乞岳から西側の展望（遠景は琵琶湖）
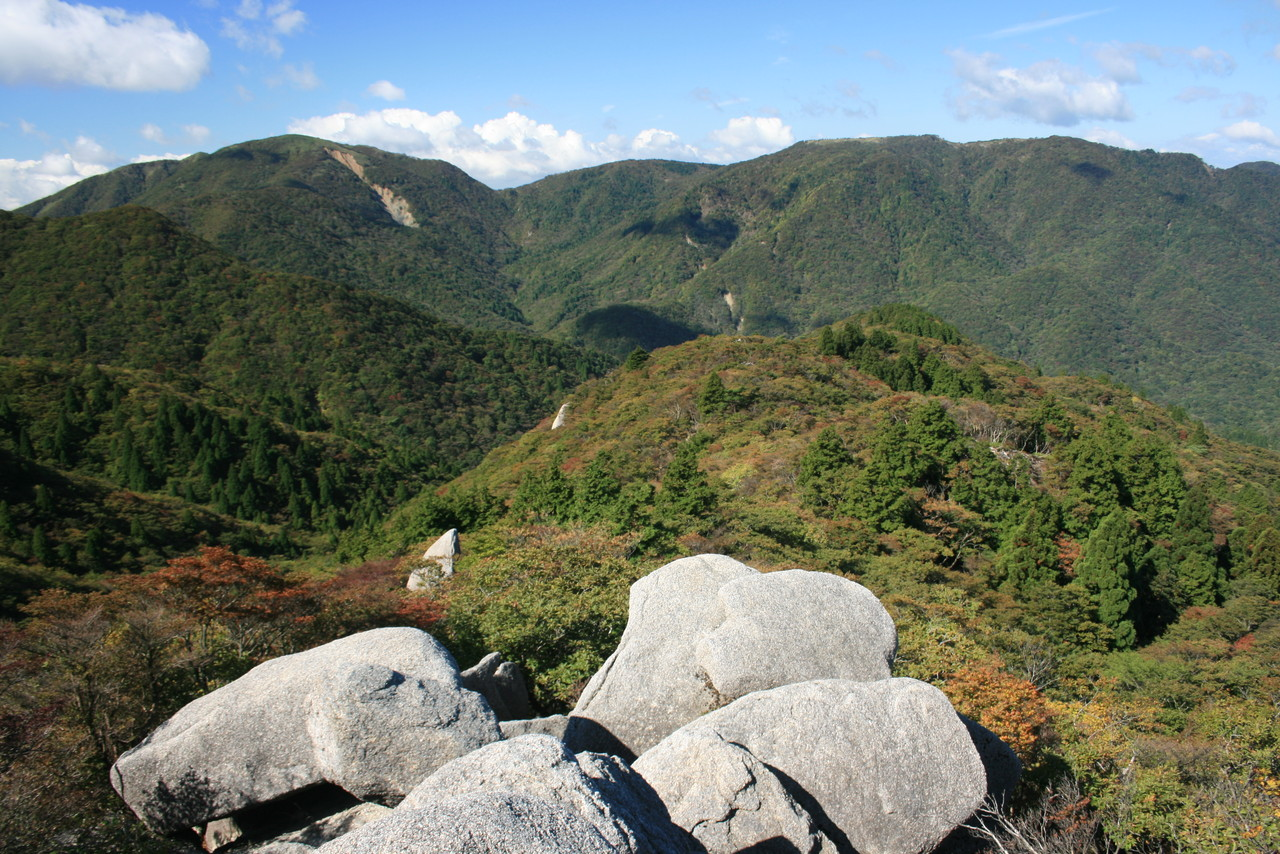
東側の国見岳方面から望む雨乞岳（左）とイブネ（右）
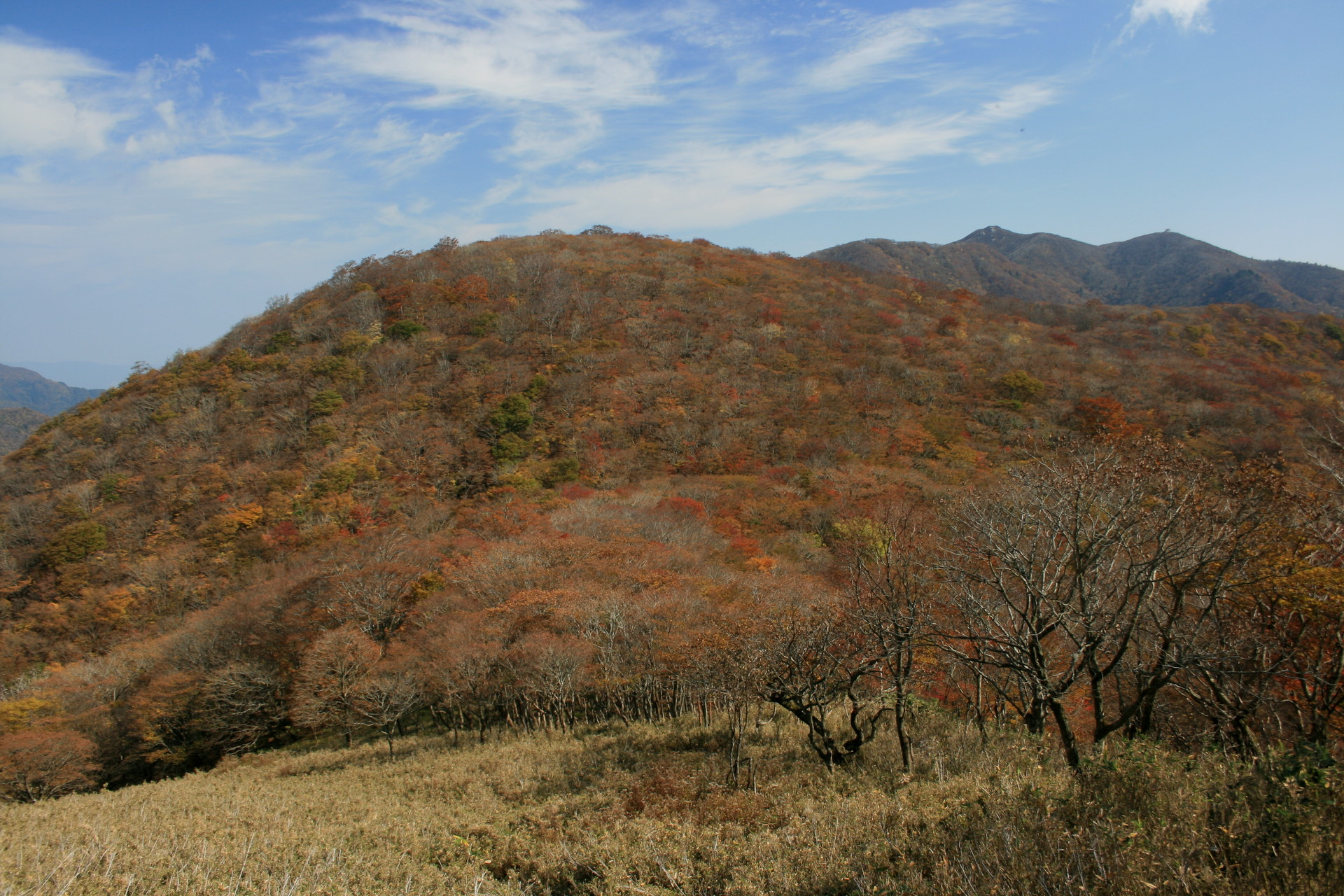
山頂の1.2 km東に標高1,073 mの天然林が残る七人山がある
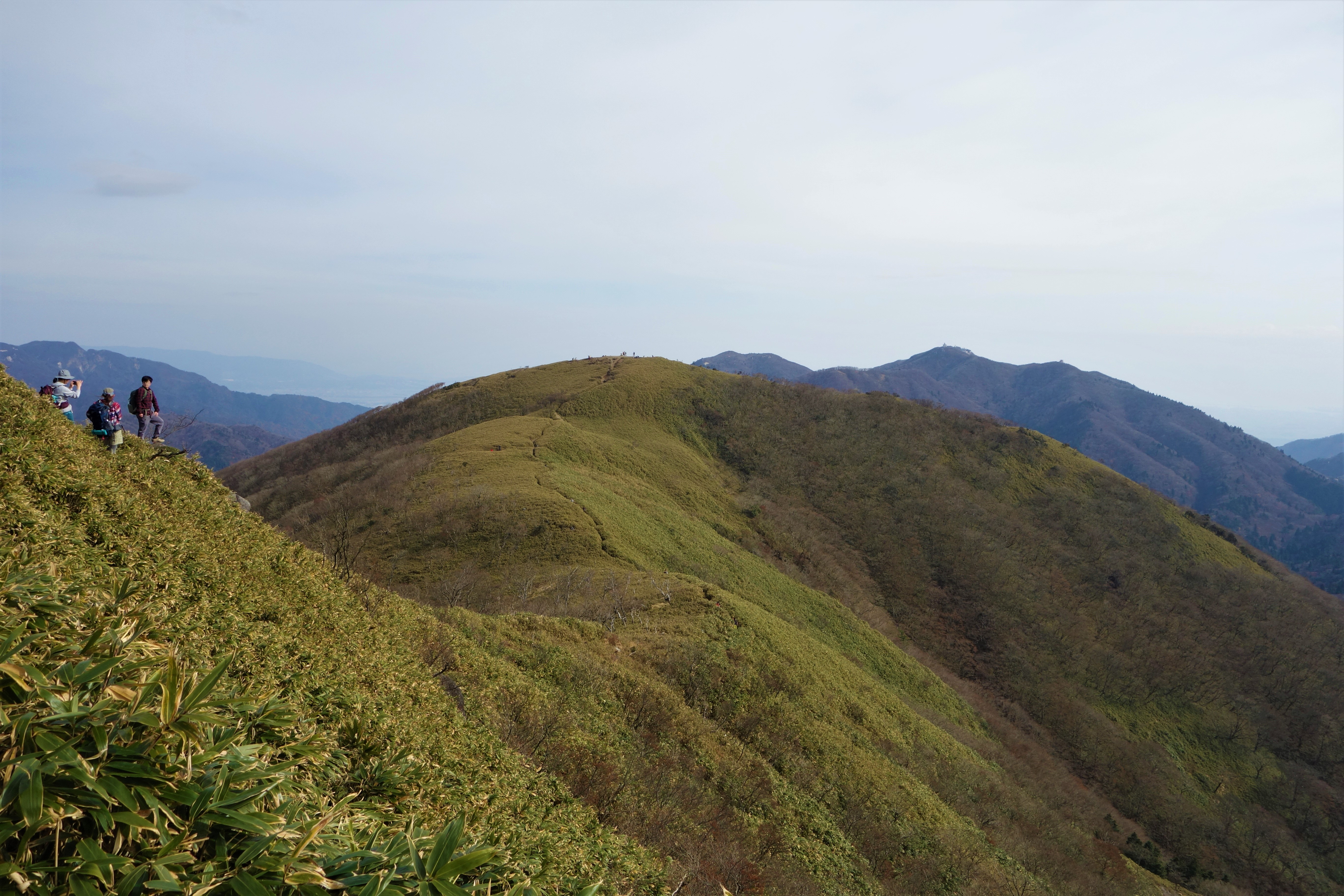
雨乞岳から東雨乞岳方面